# Sherlock Pómez
Sherlock Pómez es una serie de historietas autoconclusivas creada en 1962 por Palop para la revista "Jaimito" de la Editorial Valenciana, la más popular de su autor después de Bartolo, as de los vagos.

## Argumento
Cada historieta, normalmente de una página, cuenta la exitosa y humorística resolución de un caso por los detectives Sherlock Pómez, alto y degaldo, y Wason, gordo y bajito, cuyos nombres hacen una referencia obvia a Sherlock Holmes y su ayudante Watson. Todo ello con un tono amable, muy lejano de las agrias relaciones entre jefe y empleado características de la escuela Bruguera.
Maestro de las distancias cortas, Palop realizó una historieta larga de la serie a finales de los años setenta, también para "Jaimito": En busca del ídolo indio.